# Hyrköp
Hyrköp är en finansieringslösning med vilken en lägenhet eller ett hus genom upplåtelseformen bostadsrätt eller äganderätt uthyres mot vecko- eller månadsvis betalning, med möjlighet att förvärvas under avtalsperioden.
Hyrköp skiljer sig från ett vanligt hyreskontrakt genom att hyresgästen har möjlighet att, vid en förutbestämd eller flexibel tidpunkt, välja att köpa loss hyresobjektet (i traditionella hyreskontrakt har hyresgästen ingen sådan rättighet), exempelvis finansierat genom ett traditionellt bolån. Hyrköp har många likheter med det amerikanska rent-to-own och erbjuds idag i olika former på den svenska marknaden av Riksbyggen, Bodil, Obos samt HSB.